# Fonte di Papa
Fonte di Papa este o arie protejată (arie specială de conservare — SAC, sit de importanță comunitară — SCI) din Italia întinsă pe o suprafață de 811 ha, integral pe uscat.

## Localizare
Centrul sitului Fonte di Papa este situat la coordonatele 42°13′15″N 14°03′20″E / 42.220833°N 14.055556°E.

## Înființare
Situl Fonte di Papa a fost declarat sit de importanță comunitară în iunie 1995 pentru a proteja 12 specii de animale. Situl a fost protejat și ca arie specială de conservare în decembrie 2020.

## Biodiversitate
Situată în ecoregiunea continentală, aria protejată conține 1 habitat natural: Pajiști uscate seminaturale și facies de acoperire cu tufișuri pe substraturi calcaroase (Festuco-Brometalia) (* situri importante pentru orhidee).
La baza desemnării sitului se află mai multe specii protejate:
- păsări (8): fâsă-de-câmp (Anthus campestris), buha (Bubo bubo), caprimulg (Caprimulgus europaeus), presură de grădină (Emberiza hortulana), sfrâncioc roșiatic (Lanius collurio), ciocârlie de pădure (Lullula arborea), mierlă de piatră (Monticola saxatilis), vrabie de stâncă (Petronia petronia)
- amfibieni (1): Bombina pachypus
- mamifere (2): lupul (Canis lupus), liliac cărămiziu (Myotis emarginatus)
- reptile (1): Vipera ursinii